# 스티브 잡스 (영화)
《스티브 잡스》(영어: Steve Jobs)는 2015년 공개된 미국의 전기 드라마 영화이다. 이 영화는 스티브 잡스의 전기 영화로, 월터 아이작슨이 저술한 동명의 자서전을 기반으로 대니 보일의 연출, 스콧 루딘의 제작, 에런 소킨의 각본으로 만들어졌다. 전기의 주인공 스티브 잡스 역은 마이클 패스벤더가 연기한다.

## 출연진
- 마이클 패스벤더 - 스티브 잡스 역
- 케이트 윈즐릿 - 조애나 호프먼 역
- 세스 로건 - 스티브 워즈니악 역
- 제프 대니얼스 - 존 스컬리 역
- 캐서린 워터스턴 - 크리샌 브레넌 역
- 마이클 스털버그 - 앤디 허츠펠드 역
- 펄라 헤이니자딘, 리플리 소보, 매켄지 모스 - 리사 브레넌잡스 역
- 세라 스눅 - 앤드리아 커닝엄 역
- 애덤 샤피로 - 애비 터배니언 역

## 같이 보기
- 스티브 잡스 (책)